# Kanye, Botswana
Kanye este reședința districtului Southern din Botswana.